# 2013年俄乌协议
2013年俄罗斯-乌克兰协议，或称俄罗斯-乌克兰行动计划指的是2013年12月17日俄罗斯和乌克兰签订的一份协定，在实际上已经失效，于12月17日在俄罗斯首都莫斯科由时任俄罗斯总统普京和时任乌克兰总统维克多·亚努科维奇公布，由两国经济部长签署。此前，俄罗斯和乌克兰之前曾多次爆发天然气危机，甚至有两次使得俄罗斯停止向乌克兰供气，而乌克兰的经济状况也不乐观。协议的内容包括俄罗斯主权财富基金购买150亿美元的乌克兰国际债券、俄罗斯供乌克兰的天然气价格由每千立方米400美元降至286美元等。协议招致乌克兰国内的反对党的抗议，但欧洲联盟却似乎不关心该协议，表示不会影响乌克兰与欧盟签订联系国协定。协议签署的几个月之后，2014年4月俄罗斯接连两次宣布天然气加价，废止了协议中关于天然气价格的优惠，甚至使得天然气价格上涨比到协议签署前还要高。

## 背景

### 东欧地缘政治
冷战之后，从原苏联独立出来的乌克兰、白俄罗斯、摩尔多瓦等几个国家被称为“新东欧国家”。由于这些国家的位置正位于欧洲联盟和俄罗斯之间，逐渐成为东欧地缘政治的棋子，乌克兰也成为受大国控制的东欧棋子之一。冷战之后，欧洲联盟实行了数次东扩并希望将乌克兰纳入欧洲体系，而俄罗斯则希望确保乌克兰仍处于自己的势力范围。

#### 俄乌关系

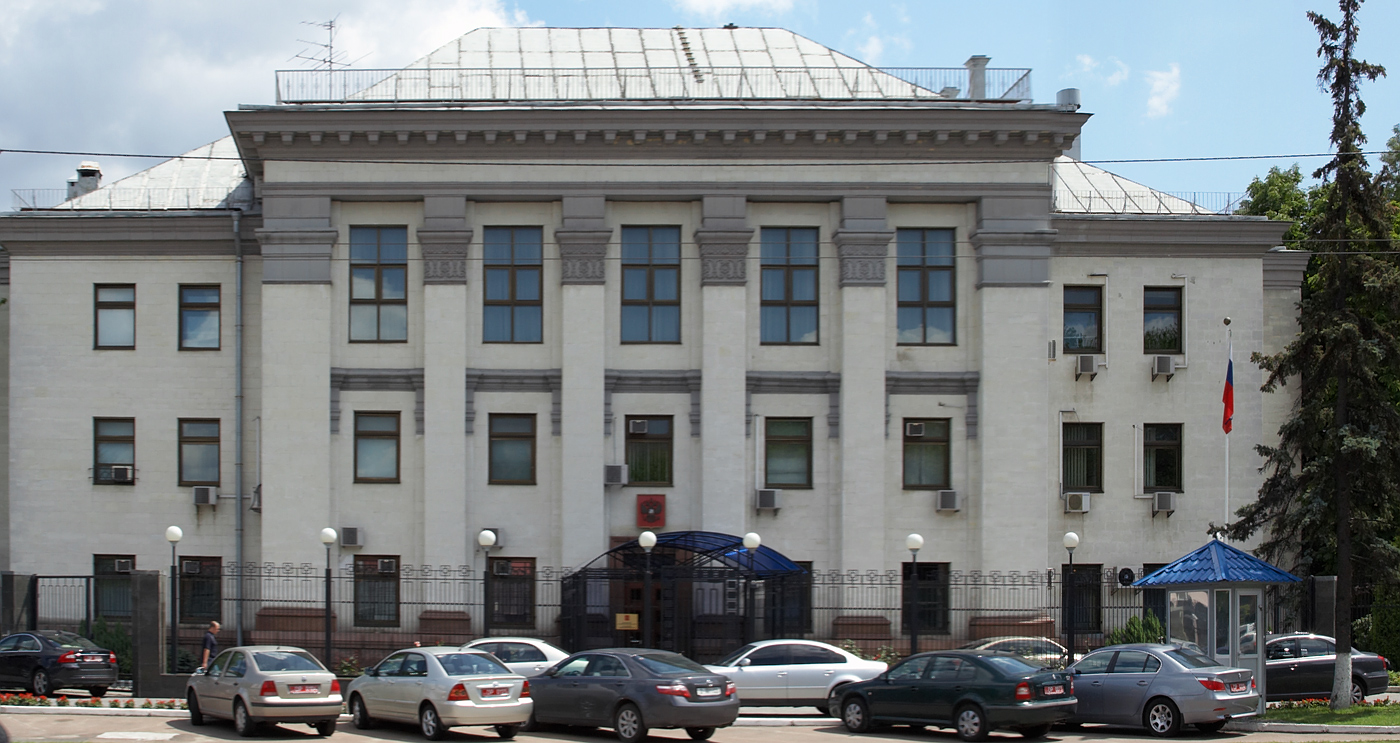
俄罗斯驻乌克兰大使馆，位于乌克兰首都基辅

2010年维克多·亚努科维奇就任乌克兰总统后，俄乌关系得以改善，不到两个月时间内两国已在核能、飞机制造、宇航等多领域达成一致。不过2011年上半年由于乌克兰不愿加入关税联盟两国关系出现紧张。2013年8月，俄罗斯海关加强了对乌克兰进口产品的管控，使大量产品滞留，一些政治家和媒体认为其目的是阻挠乌克兰入欧，甚至将其视为一场贸易战，这一措施仅持续了几天。
2013年12月6日亚努科维奇总统与普京总统在俄罗斯索契会面，两人在战略合作、航空航天、飞机制造和工程、天然气价格以及金融援助和信誉等方面进行了讨论，不过《经济学人》杂志的高级编辑爱德华·卢卡斯称两人签署了使乌克兰正式加入关税同盟的条约，消息被多个媒体转载后，引起了反对派人物和亲欧盟民众的愤怒。俄罗斯和乌克兰政府否认两人谈到了关税同盟。几天后的12月11日，乌克兰总理米克拉·阿扎罗夫再次表示和俄罗斯在下一轮谈判中不会谈到关税同盟。
2012年及以前俄罗斯是乌克兰的第一大贸易伙伴，2011年俄乌贸易总额为506.3亿美元，2013年乌克兰流通的商品中27%为俄罗斯产品，在俄罗斯流通的商品中则有4.5%为乌克兰产品。

#### 乌欧关系
乌克兰独立后，欧盟成为其经济获得更大发展的重要方向。2011年乌克兰与欧盟的货物贸易总额为437.2亿美元，2013年开始欧盟成为乌克兰第一大贸易伙伴和投资来源地。
乌克兰亲欧盟示威运动开始后，12月12日欧盟曾承诺以签署贸易协定为条件给乌克兰提供援助，但几天后，12月15日欧盟宣布因为乌克兰“不切实际”，暂停与之签署贸易协定，不过欧盟表示大门仍然敞开，亚努科维奇总统也表示维持欧洲一体化方针不变。

### 乌克兰经济
乌克兰是独联体中仅次于俄罗斯的第二大经济体，但其经济依赖外部的程度颇高，使得2010年以来乌克兰经济不景气，违约风险增加，通货膨胀严重。2013年9月20日穆迪国际信用评级将乌克兰主权信用评级由B3下调至Caa1，前景为负面；同年11月1日标准普尔将乌克兰的主权信用评级由B下调至B-，前景为负面；一个星期后的11月8日惠誉评级亦将乌克兰主权信用评级由B下调至B-，前景为负面。2011年乌克兰有国际储备28.4亿美元，这一数字到2013年12月以下降到20.4亿美元，而穆迪估算称到2014年乌克兰需偿还外债108亿美元。
2010年开始乌克兰与国际货币基金组织达成框架协议，将累计获得151.5亿贷款，但从当年12月开始双方合作暂停。2013年6月乌克兰总理米克拉·阿扎罗夫表示希望获得150亿美元的贷款，但国际货币基金组织提出的条件，包括天然气涨价40%、削减预算等，令乌克兰无法接受。

### 乌克兰天然气

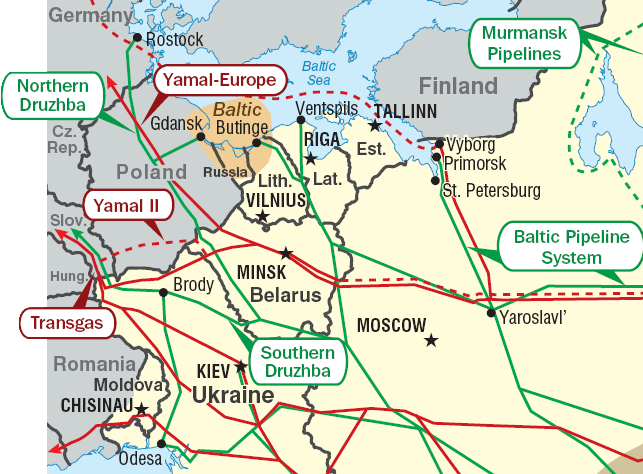
东欧的管道线路图，天然气管道以红色标示

俄罗斯输往欧洲的天然气主要经过乌克兰，乌克兰本身也是俄罗斯天然气的主要消费国之一。2009年的一份数据称乌克兰每年约消耗800亿立方米，有四分之三需要进口，其中250亿吨来自俄罗斯。
2005年以前，俄罗斯对乌克兰供应的天然气为每千立方米50美元的低价，2005年5月起双方开始因天然气价格问题产生分歧，使得2006年1月1日俄罗斯完全停止了对乌克兰的天然气供应，最终以两国签署一份五年期的合约告终。2007年9月时任总统维克多·尤先科以保障国家安全利益为由签署法令要求提高俄罗斯天然气过境费，由此引发的第二次天然气危机直到2008年3月才解决。2008年12月31日俄罗斯与乌克兰关于2009年的天然气供应问题谈判无果后，2009年1月1日俄罗斯再次切断供气，之后，俄乌双方于2009年1月签署了直至2019年有效的协议，其中规定基础价格为每千立方米450美元，每9个月浮动一次，此为本次协议之前生效的俄乌天然气协议。2010年4月俄乌再签协议降低了天然气价格，作为回报乌克兰延长了俄黑海舰队的驻扎期限。
许多学者认为，俄乌天然气争端之根源早已超过经济问题，是俄乌欧三边关系和乌克兰国内关系等方面的政治问题之体现。

### 亲欧盟示威
2013年11月21日，由于乌克兰宣布暂停与欧盟签署联系国协定的工作而转向接近俄罗斯，引发亲欧民众不满，乌克兰亲欧盟示威运动宣告开始。刚开始的一个星期示威活动规模较小，但2013年11月30日晚上隶属于乌克兰内务部的别尔库特部队暴力驱逐了正在独立广场集会的民众，使得隔天录得35－50万人上街游行。一个星期后的12月8日，独立广场更是估计有数十万到100万人集会，当晚，示威者还拉倒了基辅最后一座列宁雕像。
签署协议之前的星期日，12月15日有1.8万人参加了乌克兰反对派在独立广场组织的“尊严日”人民会议，同日在基辅马林斯基公园也有1.5万名支持政府的集会者打出“我们与你同在”的标语与反对派叫板。

## 内容
12月17日，亚努科维奇在莫斯科出席了第六次俄乌国家间委员会会议，双方讨论了能源、交通、宇宙开发、农业、投资和地区间协作等多方面问题，普京也谈到了改善在俄乌克兰人情况。会后，乌克兰与俄罗斯共签署了14项协议，包括：
1. 乌克兰与俄罗斯国家间合作委员会第六次会议纪要；
2. 俄罗斯-乌克兰共同纪念舍甫琴科诞辰200周年计划；
3. 俄罗斯与乌克兰调节双边贸易障碍2013-2014行动计划；
4. 俄罗斯政府与乌克兰政府关于落实国家支持政策恢复使用D-18T发动机生产安-124系列飞机的协议；
5. 俄罗斯政府与乌克兰政府2014年工业生产合作纪要；
6. 俄罗斯工业和贸易部与乌克兰工业政策部关于刺激造船业合作的意向备忘录；
7. 俄罗斯政府与乌克兰政府关于共同建设刻赤海峡跨海大桥的协议；
8. 俄罗斯政府与乌克兰政府关于核事故通告及交换核及放射安全信息的协议；
9. 俄罗斯政府与乌克兰政府关于确定古比雪夫为两国共同监管边境口岸的备忘录；
10. 俄罗斯政府与乌克兰政府关于修改两国共同监控乌俄边境过境人员、交通工具及货物协议的纪要；
11. 俄罗斯联邦毒品监控局与乌克兰毒品监控局合作协议；
12. 俄罗斯民防、紧急状态和消除灾害影响部与乌克兰紧急状态局落实俄乌关于加强工业事故、自然灾害预警及减灾合作的政府间协议行动计划；
13. 俄罗斯联邦航天局与乌克兰航天署关于加强火箭航天工业合作的备忘录
14. 俄罗斯天然气工业集团与乌克兰石油天然气公司对2009年1月19日签署的2009-2019年天然气买卖合同补充协议。

其中关于天然气的协议规定俄方将以每千立方米268.5美元的价格向乌方出售天然气，比此前价格约400美元低三分之一，将每年为乌克兰节约约70亿美元。此外，俄罗斯政府从国家福利基金中拨款150亿美元购买乌克兰发行的欧元债券。同时，俄罗斯海关将进口条例恢复至2013年8月之前的版本，预计可使乌克兰节省15亿美元。

## 反响

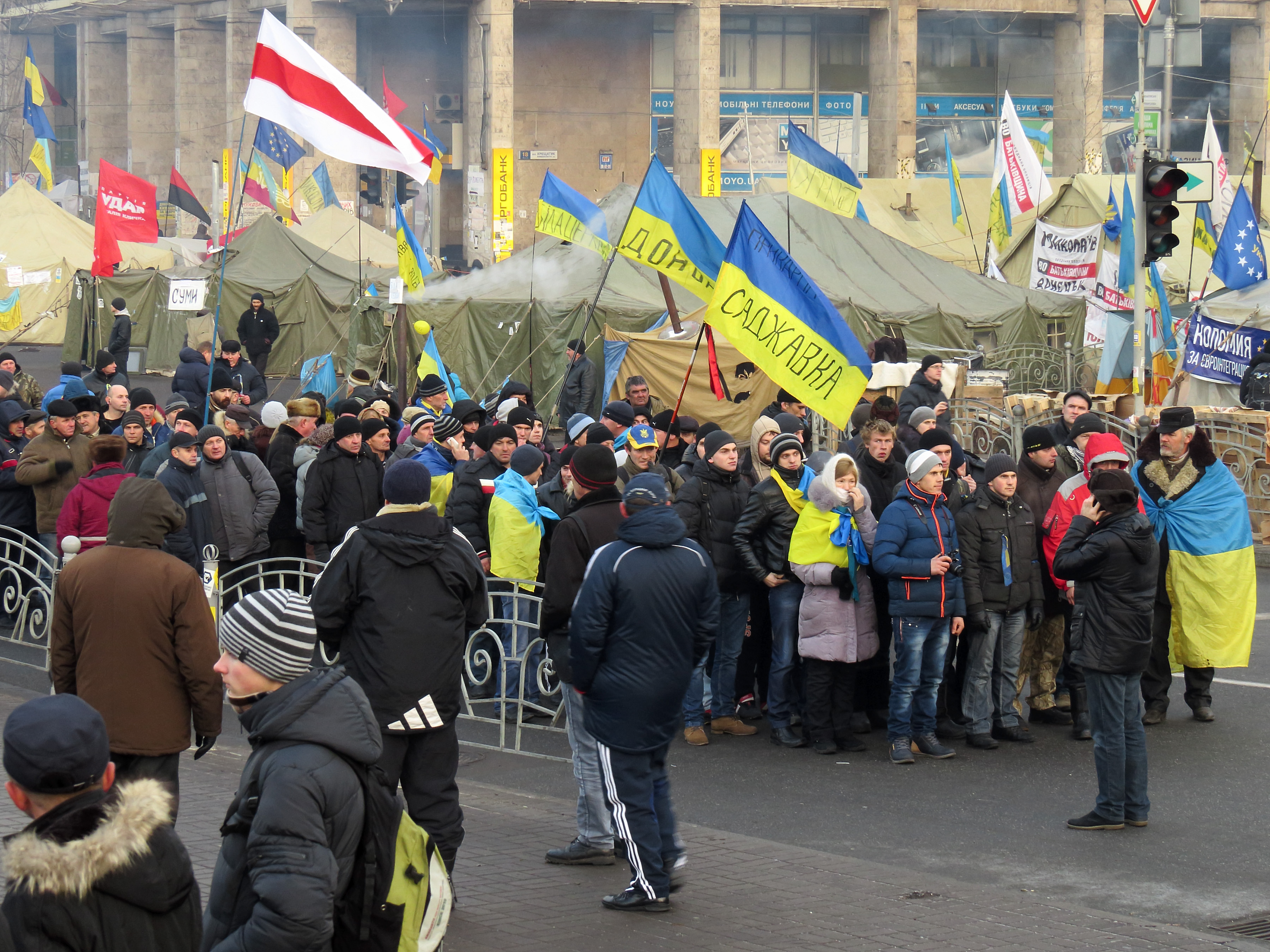
协议签署后的第二天，12月18日亲欧盟示威者在基辅游行

- 乌克兰：时任乌克兰总统亚努科维奇表示此份协议对两国经济的许多部门有益并巩固双边关系[62]，他认为当时的贸易情况“急需干涉”，而此份协议能“有效改善未来的情况”，也表示需要加强同独联体国家的来往[63]。时任乌克兰总理阿扎罗夫则认为协议有助防止可能的破产和社会动乱，称之为“多好一个给乌克兰人民的新年礼物”[64]。彼时仍在狱中的前总理尤利娅·季莫申科认为协议威胁了乌克兰的独立[64]，反对党领袖维塔利·克利奇科、阿尔谢尼·亚采尼克则前往独立广场向人群喊话[65]并承诺将持续抗议到新年甚至东正教圣诞节[66]。乌克兰三个主要反对党全乌克兰祖国联盟、乌克兰民主改革联盟和斯沃博达党还封锁了国会来延缓其通过该协定[67]。
- 俄羅斯：俄罗斯总统普京[64]和他的发言人德米特里·佩斯科夫均表示签署协议“与任何情况无关”[68]。
- 欧盟：一些欧盟高级官员，包括赫尔曼·范龙佩、若泽·曼努埃尔·巴罗佐表示欧盟仍随时做好准备和乌克兰签署联系国协定，不在意乌克兰与俄罗斯签署了新的协定[69][70][71]。
- 美国：白宫发言人卡尼表示俄罗斯与乌克兰签署的协议无法解决乌克兰抗议民众的关切，美国将继续关注事态发展[59]。

## 后续
2013年12月23日，俄罗斯支付了第一笔共计30亿美元的欧洲债券，一篇2014年1月30日的报道则称第二笔20亿美元将很快到账。
根据协议规定，俄乌两国采取了措施恢复正常贸易，俄罗斯允许此前被禁止销售的罗申牌巧克力回到市场，乌克兰也放宽了一些针对俄罗斯进口产品的保护政策。
尽管协议降低了天然气进口价格，乌克兰石油天然气公司在协议签署后却将自俄罗斯的天然气进口量调至最小值，反而增加了来自匈牙利和波兰的进口。不过，乌克兰能源与煤炭工业部部长爱德华·斯塔夫斯基在2014年1月9日表示乌克兰会只购买俄罗斯的天然气，原因是其价格最合适，同一天两国天然气公司确定将2014年第一季度的天然气价格仍保持为每千立方米268.5美元。
2014年1月末开始，由于阿扎罗夫政府的辞职，俄罗斯再度做出增加额外进口规定、提高费用等收紧进口的规定，并对来自乌克兰的货物100%检验，一些媒体称之为贸易战，不过普京表示会继续执行协议。随后，乌克兰请求延缓支付天然气费用，普京回应称“情况复杂”。
2014年4月1日由于“乌克兰欠账过多”，俄罗斯取消了该协议规定的天然气价格优惠，将天然气价格由每千立方米268.5美元上调至385.5美元，两天后的4月3日，俄罗斯宣布终止2010年4月的哈尔科夫协议再次上调天然气价格到每千立方米485美元，使得累计起来俄供乌天然气涨价80%。